# Suicide Girls

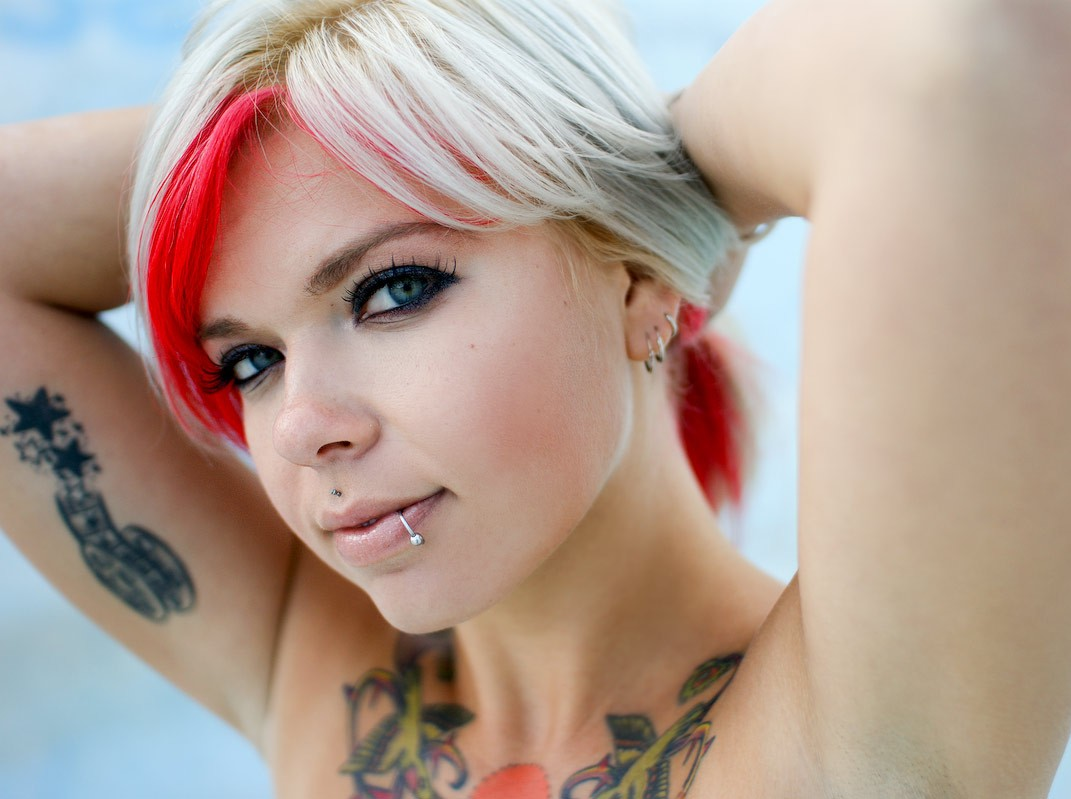
Одна из моделей сайта

SuicideGirls («суицидальные девочки») — американский веб-сайт и эротический интернет-журнал по продвижению альтернативной красоты (эротики). Веб-сайт существует как виртуальное сообщество c блогами и чатами, в котором регулярно выкладываются изображения обнажённых и полуобнажённых фотомоделей в стиле на стыке пинапа и панка, а также, в меньшей степени, готики, рокабилли, ню-метала. Отличительной особенностью одноимённого имиджа стали обилие татуировок (на предплечьях, ногах, ключицах, спине и боках), пирсинг, экстремальный макияж и неестественный цвет волос.
Стиль Suicide Girls иногда оценивается как «парадоксальное сочетание миловидности и вульгарности», а фотосессии обычно представляются в формате эротика, ню.
Проект стартовал в 2001 году как субкультурный фан-сайт и со временем превратился в стиль. Авторами проекта были двое американцев из Орегона Шон Сул (Sean Suhl) и Мисси Суисайд (Missy Suicide). Сам термин первоначально применялся к девушкам-скейтерам, сочетавшим в себе атрибутику разных субкультур. В 2003 году проект переместился в Лос-Анджелес и c этого момента проект вышел из андерграунда. Количество моделей Suicide Girls превышает две тысячи человек. Suicide Girls превратились в коммерческий проект, и сейчас это уже бизнес: книги, журналы, новая линия одежды, всевозможные аксессуары, мультимедиа-релизы. Кроме этого проект организуют турне по стране и устраивают так называемые Suicide Girls Party (Black Heart Burlesque).

## История
В 2001 году Муни вернулась в Портленд, штат Орегон, чтобы изучать фотографию после работы директором по технологиям в Ticketmaster. Вдохновленная Банни Йегер, Муни начала фотографировать своих подруг в стиле пинап и захотела создать сайт, на котором были бы представлены её фотографии, а также доски объявлений и записи из блогов моделей. К ней присоединился друг Муни Шон Сул, вдвоем они основали сайт. SuicideGirls изначально базировался в Портленде, но в 2003 году переехал в Лос-Анджелес, Калифорния, чтобы быть ближе к своему дистрибьютору, лейблу и издателю. В том же году 70 моделей с сайта появились в клипе группы Probot.
По словам Муни, цель сайта - дать женщинам возможность контролировать то, как изображается их сексуальность. Сайт является частным совладельцем По словам Мисси, термин «девушка-самоубийца» происходит из романа Чака Паланика «Выживший» (1999), в котором персонаж рассказывает о мастурбации на проблемы молодых девушек, которые на него равняются
Мисси также сказала, что это название описывает девушек, которые совершают «социальное самоубийство», отрываясь от общественных норм, и создала сайт «как место, чтобы прославлять красивых женщин, которые решили не вписываться в нормы, и как уголок интернета, где аутсайдеры могли бы собраться и быть оцененными за то, что они сами по себе»
В сентябре 2005 года SuicideGirls объявил, что удалит большое количество изображений со своих страниц, пытаясь соответствовать стандартам Министерства юстиции США. На изображениях были изображены бондаж, оружие или имитация крови. Министерство юстиции указало, что подобные изображения могут стать предметом судебного преследования за непристойность. Хотя SuicideGirls не упоминалась в качестве цели, они удалили изображения до тех пор, пока не утихнет шумиха. В январе 2007 года изображения снова появились на сайте. В 2006 году некоторые из Suicide Girls были показаны в эпизоде CSI: NY «Oedipus Hex».
В 2015 году сообщалось, что ежемесячная посещаемость сайта составляет 5 миллионов человек, 51 процент из них - женщины. 15-летие SuicideGirls было отмечено на бурлеск-шоу Peek-A-Boo, которое регулярно проводится в ночном клубе Pour Vous в Лос-Анджелесе, и было представлено на сайте журнала Maxim. В 2017 году SuicideGirls выпустили линию ручек и картриджей для марихуаны под названием Chill Hustle Zero.

## Особенности сайта
Сайт представляет собой онлайн-сообщество, сформированное вокруг пинап фотосессий девушек.
Фотосеты - это коллекция изображений от полностью одетых до полностью обнаженных, которые должны иметь общую тему или концепцию и происходить в одной и той же обстановке. Каждый фотосет содержит от 40 до 60 снимков и создается моделью и фотографом для создания образов «альтернативной» красоты, демонстрируя представления каждой модели о собственной красоте.
По состоянию на май 2015 года на сайте насчитывалось около 8 миллионов изображений. Каждый день покупается «сет дня», который размещается на главной странице сайта и обозначает официальный статус Suicide Girl. Фотографии являются одновременно и данью уважения классическому пин-ап искусству, и изображением альтернативной красоты.
На сайте есть штатные фотографы, но присылать фотосеты может любой желающий. Актриса Пэджет Брюстер фотографировала моделей для сайта, как и гитарист Дэйв Наварро и певец Майк Доути.

## В массовой культуре

### Фильмы

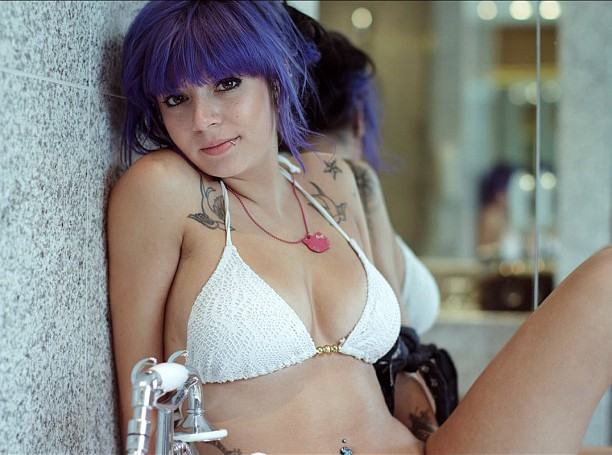
Katherine Suicide, из подборки "Морские мечты"

С 2005 года SuicideGirls выпустили семь фильмов, режиссером которых был Майк Маршалл.

### Игры
В мае 2013 года SuicideGirls заключили соглашение с разработчиком игры Akaneiro: Demon Hunters, разработчиком игры Spicy Horse, об использовании сходств их моделей в браузерной фримиум-игре BigHead BASH. Игроки могут приобрести премиум-контент за 220 внутриигровых жетонов, чтобы разблокировать 5 персонажей. В игре участвуют Боб, Гого, Миллу, Веном и Радео.

### Книги
С 2004 года SuicideGirls опубликовали четыре книги, в каждой из которых использованы фотографии с сайта и интервью с девушками.
- SuicideGirls (2004, Feral House)
- SuicideGirls: Beauty Redefined (2008, Ammo Books)
- SuicideGirls: Hard Girls, Soft Light (2013, Ammo Books)
- SuicideGirls: Geekology (2014, Ammo Books)

### Комиксы
Девушки-самоубийцы были представлены в сборнике Hack/Slash: Annual Vol. 1 в 2008 году, выпущенном издательством Devil's Due Publishing.
В 2011 году издательством IDW была выпущена мини-серия комиксов SuicideGirls, состоящая из четырех выпусков. В комиксах представлены пин-ап рисунки настоящих SuicideGirls художника Кэмерона Стюарта, а также исторический рассказ Стива Найлса. Вскоре после этого было выпущено немецкое издание объединенной минисерии.

### Журналы
SuicideGirls выпустила три номера своего журнала, известного также как «периодический артбук» или «антология пинапа». Выпуски 1 и 2 были изданы самостоятельно в 2007 году, а третий выпуск был выпущен в 2014 году издательством Ammo Books.

## Известные модели
- Ли Рэйвен
- Джиа Пейдж